# Линлинейвеем
Линлинейве́ем — река на Дальнем Востоке России. Протекает по территории Чаунского района Чукотского автономного округа. Длина реки — 88 км.
Названа по близлежащей горе, в переводе с чукот. Линлиӈӈэйвээм — «река сердце-горы».
Берёт истоки с северо-восточных склонов горы Острая Сопка, протекает в меридиональном направлении по территории Чаунской низменности, впадает в Ольвегыргываам справа.
Притоки: Нетпнейвеем (крупнейший), Озёрный, Быстрица, Рыдрынейвеем и несколько безымянных ручьёв.

## Топографические карты
- Лист карты R-59,60 Певек.  Масштаб: 1 : 1 000 000. Издание 1986 г.
- Лист карты R-59-В,Г Певек. Масштаб: 1 : 500 000. Издание 1986 г.